# Arráncame la vida
Pour plus de détails, voir Fiche technique et Distribution.
Arráncame la vida est un film mexicain réalisé par Roberto Sneider, sorti en 2008.

## Synopsis
Dans les années 1930, au Mexique, une femme est unie dans un mariage arrangé à un politicien.

## Fiche technique
- Titre : Arráncame la vida
- Réalisation : Roberto Sneider
- Scénario : Roberto Sneider d'après le roman de Ángeles Mastretta
- Musique : Leonardo Heiblum et Jacobo Lieberman
- Photographie : Javier Aguirresarobe
- Montage : Aleshka Ferrero
- Production : Federico González Compeán, Roberto Sneider et Alejandro Soberón Kuri
- Société de production : Altavista Films et La Banda Films
- Pays :  Mexique
- Genre : Drame et historique
- Durée : 107 minutes
- Dates de sortie : 
  -  Mexique : 12 septembre 2008

## Distribution
- Ana Claudia Talancón : Catalina Guzmán
- Daniel Giménez Cacho : Andrés Ascencio
- José María de Tavira : Carlos Vives
- Joaquín Cosio : Juan
- Mariana Peñalva : Mercedes
- Camila Sodi : Lilia Ascencio
- Isela Vega : Gitana
- Fernando Becerril : Don Marcos
- Irene Azuela : Bárbara
- Guillermo Gil : Rodolfo

## Distinctions
Le film a été nommé pour cinq prix Ariel et en a remporté quatre : Meilleure direction artistique, Meilleur scénario adapté, Meilleurs costumes et Meilleurs maquillages.